# Aspidistra subrotata
Aspidistra subrotata es una especie de planta rizomatosa perteneciente a la familia de las asparagáceas. Es nativa de China.

## Descripción
Tiene rizomas subcilíndricos, de 8 - 10 mm de espesor, densamente cubiertos de escamas. Las hojas son solitarias, con pecíolo de 22 a 28 cm, rígido, lámina oblongo-oblanceoladas, de 25 - 45 x 5,5-8 cm. Es escapo de 5,5 cm, brácteas 3 o 4, de color blanco, manchadas de púrpura. Flor solitaria con perianto de color púrpura oscuro, con 6 lóbulos apicales.

## Distribución y hábitat
Se encuentra en los bosques en Guangxi (Dongxing Xian, Xian Napo).

## Taxonomía
Aspidistra subrotata fue descrita por Y.Wan & C.C.Huang y publicado en Guihaia 7(3): 223–224, f. 5, en el año 1987.
Citología
El número de cromosomas es de: 2 n = 38.